# Innayya Chinna Addagatla
Innayya Chinna Addagatla (* 2. Mai 1937 in Ravipadu, Britisch-Indien; † 1. April 2022 in Srikakulam, Andhra Pradesh) war ein indischer Geistlicher und römisch-katholischer Bischof von Srikakulam.

## Leben
Innayya Chinna Addagatla besuchte zuerst die St. Anthony’s High School in Maharanipet und später das Kleine Seminar in Cuddapah. Anschließend studierte er Philosophie und Katholische Theologie am Priesterseminar St. John in Nellore und am Priesterseminar St. John in Hyderabad. Am 4. Januar 1965 empfing Addagatla in Salur durch den Bischof von Visakhapatnam, Joseph-Alphonse Baud MSFS, das Sakrament der Priesterweihe.
Addagatla war zunächst als Pfarrvikar der Pfarrei Holy Family in Bathili tätig. Nach weiterführenden Studien am Loyola College in Vijayawada und am Maharaja College in Vizianagaram erwarb Innayya Chinna Addagatla 1979 einen Bachelor of Education. Danach wurde er Direktor der St. Theresa RCM High School in Peddaboaddepalli. Ab 1985 wirkte Addagatla als Direktor der St. Anthony’s High School in Maharanipet. Daneben war er Generalvikar des Bistums Visakhapatnam.
Papst Johannes Paul II. ernannte ihn am 17. April 1989 zum Bischof von Nalgonda. Die Bischofsweihe spendete ihm der Bischof von Visakhapatnam, Mariadas Kagithapu MSFS, am 29. Juni desselben Jahres in der Kathedrale Mary Queen of the Apostles in Nalgonda; Mitkonsekratoren waren Saminini Arulappa, Erzbischof von Hyderabad, und John Mulagada, Bischof von Eluru. Sein Wahlspruch Ad maiorem Dei gloriam („Zur größeren Ehre Gottes“) stammt aus den Dialogen Gregors des Großen. Die Amtseinführung erfolgte am 6. Juli 1989.
Am 1. Juli 1993 bestellte ihn Papst Johannes Paul II. zum ersten Bischof des mit gleichem Datum errichteten Bistums Srikakulam. Die Amtseinführung fand am 4. November 1994 statt. Schwerpunkte seines Wirkens als Bischof stellten die Berufungspastoral und die Bildungsarbeit dar. Innayya Chinna Addagatla gründete zahlreiche kirchliche Internate, Grundschulen und High Schools sowie das diözesane Pastoral- und Pilgerzentrum. Ferner richtete er eine kostenlose mobile medizinische Versorgung für die Bevölkerung ein. Auf überdiözesaner Ebene wirkte Addagatla als Vorsitzender der Kommissionen für die Bildung und für die Berufungspastoral der regionalen Bischofskonferenz von Telugu. Außerdem fungierte er als Delegat für das interdiözesane Priesterseminar St. John in Hyderabad.
Am 12. Dezember 2018 nahm Papst Franziskus das von Innayya Chinna Addagatla aus Altersgründen vorgebrachte Rücktrittsgesuch an. Addagatla starb am 1. April 2022 im Alter von 84 Jahren in der Bischofsresidenz von Srikakulam im Bundesstaat Andhra Pradesh. Er wurde drei Tage später in der Kathedrale Our Lady of Mercy in Srikakulam beigesetzt.